# Danila Vedernikov
Danila Vladimirovič Vedernikov (in russo Данила Владимирович Ведерников?; Astrachan', 6 giugno 2001) è un calciatore russo, difensore del Čajka Pesčanopskoe.

## Caratteristiche tecniche
È un terzino sinistro.

## Carriera
Cresciuto nel settore giovanile del Krasnodar, nel 2019 è stato ceduto al Rostov. Ha debuttato in Prem'er-Liga il 21 settembre 2019 disputando l'incontro perso 2-1 contro il Tambov.